# Francisco Javier Pulgar
Francisco Javier Pulgar is een gemeente in de Venezolaanse staat Zulia. De gemeente telt 51.000 inwoners. De hoofdplaats is Pueblo Nuevo-El Chivo.